# Zastava 128
La Zastava 128 (dite « Osmica »), est une voiture produite par le constructeur ex Yougoslave Zastava entre 1980 et 2008 dans l'usine de Kragujevac, aujourd'hui en Serbie, sous licence Fiat. C'est la copie conforme de la Fiat 128 3e série du modèle original italien.

## Histoire
La coopération entre Fiat et Zastava sur le modèle « 128 » a débuté en 1971 lorsque Zastava a commencé la production du modèle Zastava 101, qui était une variante de la Fiat 128 modifiée à l'arrière avec l'adjonction d'un hayon, dans le style de la Simca 1100. Lorsqu'en 1980, après avoir fabriqué 3 107 000 exemplaires de berlines, Fiat décide d'arrêter la production du modèle « 128 », la direction turinoise propose à Zastava de poursuivre sa fabrication à Kragujevac. Après avoir transféré et installé une des trois lignes de production, la première Zastava 128 CL sort de l'usine le 16 mai 1980.
La Zastava 128 est produite uniquement en version quatre portes avec des moteurs 1,1 et 1,3 litre de 55 et 65 ch DIN. La fabrication est arrêtée en fin d'année 2008 après 228 274 exemplaires produits dont plus de 88 000 ont été exportés pour y être assemblés en CKD par le constructeur égyptien El Nasr Automotive Manufacturing Company (El Nasr) dans son usine du Caire, assembleur de modèles Fiat depuis sa création en 1960., à raison de 5 000 exemplaires par an destinés au marché local.
Comme pour le modèle original italien, la Zastava 128 a été proposée avec deux motorisations essence :
- moteur Fiat 1 116 cm3 développant 55 ch DIN (40,5 kW) à 6 000 tr/min avec un couple de 77,5 Nm à 3 000 tr/min, vitesse maxi 135 km/h et une consommation de 6,8 l/100 km[1],
- moteur Fiat 1 290 cm3 développant 65 ch DIN (48 kW) à 6 000 tr/min avec un couple de	98 Nm à 3 000 tr/min, vitesse maxi 140 km/h et une consommation de 7,0 l/100 km[2],[3]

Contrairement à la Fiat 128, la Zastava 128 yougoslave n'a jamais connu d'autres versions que la berline classique à 4 portes.

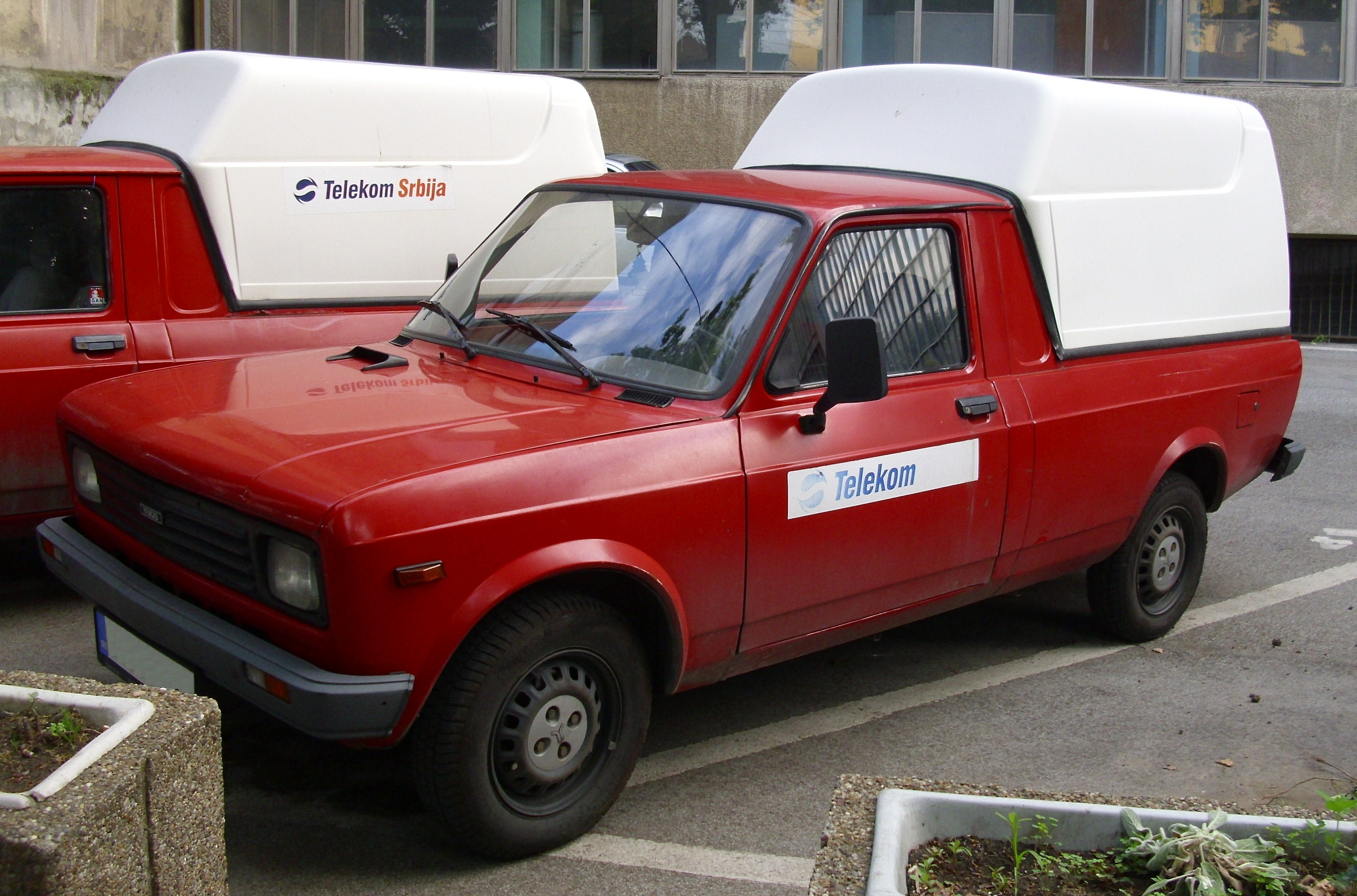
Zastava 128 Scala Poly

## Le dérivé utilitaire pick-up Poly
La division Zastava Specijalni Automobili ("Zastava Commercial Vehicles") a présenté le prototype de la variante pick-up de la Zastava 128 en 1995. Sa production en série a commencé en fin d'année 1998 et comporte 2 versions : pick-up et fourgonnette avec toit en fibre de verre baptisée "Poly". Le véhicule dispose d'une charge utile de 630 à 690 kilogrammes selon la version. Plusieurs aménagements sont proposés : fourgonnette boulangerie, ambulance, caisson réfrigéré, etc. Ils ont été produits dans l'usine de Sombor jusqu'en 2010. La Zastava 128 Poly est équipée du moteur essence Fiat de 1,3 litres qui équipe la berline mais dont la puissance, au fil du temps, est passée de 65 à 73 ch DIN.